# Aeolesthes pericalles
Aeolesthes pericalles là một loài bọ cánh cứng trong họ Cerambycidae.